# Poursac
Poursac település Franciaországban, Charente megyében. Lakosainak száma 195 fő (2022. január 1.). Poursac Chenon, Couture, Nanteuil-en-Vallée, Saint-Georges, Saint-Gourson, Verteuil-sur-Charente és Aunac-sur-Charente községekkel határos.

## Népesség
A település népessége az elmúlt években az alábbi módon változott:
| Lakosok száma | 264  | 241  | 222  | 207  | 187  | 193  | 204  | 209  | 214  | 195  |
|               | 1968 | 1982 | 1990 | 2006 | 2013 | 2015 | 2017 | 2019 | 2020 | 2022 |